# Gentiana souliei
Gentiana souliei är en gentianaväxtart som beskrevs av Adrien René Franchet. Gentiana souliei ingår i släktet gentianor, och familjen gentianaväxter. Inga underarter finns listade i Catalogue of Life.